# پشه‌های یک‌روزه
پشه‌های یک‌روزه (به آلمانی: Eintagsfliegen) جُنگی از گونتر گراس نویسنده آلمانی است که در ۲۰۱۲ از سوی انتشارات شتایدل منتشر شده‌است و دارای ۸۷ شعر است.
گراس در یکی از شعرها مردخای وانونو که به علت افشای اسرار اتمی اسرائیل سالها زندانی شد را با عنوان «قهرمانی در زمان ما» می‌ستاید و دربارهٔ او می‌نویسد: «این نام قهرمان است، که امیدوار بود با نور فکندن بر حقایق به کشورش خدمت کند».